# Ploisy
Ploisy é uma comuna francesa na região administrativa de Altos da França, no departamento de Aisne. Estende-se por uma área de 2,87 km². Em 2010 a comuna tinha 81 habitantes (densidade: 28,2 hab./km²).